# Willersley and Winforton
Willersley and Winforton est une paroisse civile du Herefordshire, en Angleterre.